# Kosmos 1091
Kosmos 1091, sovjetski vojni navigacijski i komunikacijski satelit iz programa Kosmos. Vrste je Parus.
Lansiran je 7. travnja 1979. godine u 06:20 s kozmodroma Pljesecka, s mjesta 132/1. Lansiran je u nisku orbitu oko planeta Zemlje raketom nosačem Kosmos-3M 11K65M. Orbita mu je 963 km u perigeju i 1006 km u apogeju. Orbitne inklinacije je 82,92°. Spacetrackov kataloški broj je 11320. COSPARova oznaka je 1979-028-A. Zemlju obilazi u 104,79 minuta. 
Iz misije su ostala još dva dijela koja su ostala kružiti u niskoj orbiti. 

## Vanjske poveznice
- N2YO.com Search Satellite Database (engl.)
- Celes Trak SATCAT Format Documentation (engl.)
- Kunstman  Arhivirana inačica izvorne stranice od 12. kolovoza 2019. (Wayback Machine) Satellites in Orbit (engl.)